# 陳財富
陳財富（罗马拼音：？，1958年7月4日—2011年6月7日），印尼语名：，印尼前男子羽毛球運動員。

## 簡歷
陳財富專攻男子雙打，1984年曾與經驗豐富的雙打大師紀明發搭配，贏得印尼公開賽與泰國公開賽。
在1984年湯姆斯盃（男子國際團體賽）決賽裡，他們擊敗中國對手，協助印尼隊以3勝2負贏得冠軍。1986年湯姆斯盃決賽裡，他們依然擊敗中國對手，然而這回印尼隊僅以2勝3負屈居亞軍.
他也曾與葉忠明搭配贏得1980年及1983年台北邀請賽男子雙打冠軍。